# L'Homme à l'imperméable
Pour plus de détails, voir Fiche technique et Distribution.
L'Homme à l'imperméable est un film franco-italien réalisé par Julien Duvivier, sorti le 22 février 1957.

## Synopsis
La femme d'Albert Constantin se rend au chevet d'un oncle malade. Clarinettiste sans histoire dans l'orchestre du Théâtre du Châtelet, Albert se retrouve donc seul pendant une semaine. Son collègue hautboïste Émile l'incite à profiter de l'absence de son épouse pour prendre rendez-vous avec Éva, une demoiselle avenante de sa connaissance qu'il fréquente lui-même.
D'abord hésitant, Albert se rend chez la jeune femme. Mal lui en prend, Éva est assassinée tandis qu'il patiente dans son séjour. Distrait et maladroit, se trouvant bientôt confronté à un maître-chanteur puis à des tueurs professionnels, Albert plonge dans un imbroglio d'événements qui le dépassent et s'enfonce toujours plus dans les ennuis.

## Fiche technique
| - Titre : L'Homme à l'imperméable ou Fugue pour clarinette - Réalisation : Julien Duvivier - Scénario : Julien Duvivier, René Barjavel, d'après le roman Partie fine (Tiger by the Tail) de James Hadley Chase - Musique : Georges Van Parys - Photographie : Roger Hubert, Adolphe Charlet, assistés de Max Dulac, Bernard Sury - Montage : Marthe Poncin, assistée d'Hélène Baste - Décors : Robert Clavel, assisté de Henri Morin, Marc Desages - Costumes : Rosine Delamare - Son : William-Robert Sivel, assisté de Pierre Zann, Arthur Vander-Meeren - Assistants réalisation : Jean-Daniel Pollet, Michel Romanoff, Pierre Maho, Catherine Clair et Guy-Henry (séquences spéciales) - Maquillage : Boris Karabanoff - Maître de ballet : Louis Orlandi - Scripte : Denise Morlot - Régie générale : André Guillot - Régie adjointe : Lucien Denis | - Photographe de plateau : Robert Joffres - Régie ensemblier : Pierre Charron, Charles Chieusse - Effets spéciaux : Michel Ygouf - Administrateur comptable : Gilbert Villiers - Pays de production : France, Italie - Tournage : du 8 octobre au 5 décembre 1956 - Production : Jacques Bar - Direction de production : Walter Rupp, assisté de Pierre Duvivier - Secrétariat de production : Marguerite Chevalier - Sociétés de production : Cité Films, Monica Films, Abbey Films, Cinéma Télévision International, Société Française de Théâtre et Cinéma - Format : 35 mm, noir et blanc, son monophonique - Genre : Comédie policière - Durée : 108 minutes (3090 mètres) - Date de sortie : - France : 22 février 1957 |

## Distribution
| - Fernandel : Albert Constantin, clarinettiste - Bernard Blier : Mr Raphaël, le maître chanteur - Jacques Duby : Maurice Langlois - Jean Rigaux : Émile Blondeau, un camarade d'Albert - Claude Sylvain : Florence - Judith Magre : Éva - John McGiver : O'Brien - Armande Navarre: Esther - Julien Bertheau : le metteur en scène - Pierre Spiers : le chef d'orchestre - Raoul Marco : le régisseur - Gaston Rey : le ténor - Germain Francini - Alfred Goulin : l'inspecteur - Rob Murray : Sam - Albert Dinan : le peintre - Edith Georges : Nelly - Jean Laugier : Bob - Jean-Louis Le Goff : l'agent de police - Paul Demange : l'auteur - Mireille Perrey : Marguerite Constantin, la femme d'Albert - Laure Paillette : la marchande de journaux - Betty Beckers : la soprano - Marcelle Féry : la dame au paquet - Luce Fabiole : une voisine - Georgette Peyron : une voisine du Vésinet - Louisette Rousseau : la religieuse - Catherine Fath : une fille - Hélène Roussel : une fille | - Cécile Clary : une fille - Martine Alexandre : la petite fille - Raoul Marco : le régisseur - Georges Bever : le vagabond - Charles Lemontier : le décorateur - Pierre Duncan : le garde - Bernard Musson : le garçon de café - Lucien Guervil : un agent cycliste - Max Dejean : un agent - Marcel Rouzé : le commissaire - Louis Lalanne : le marin - Olivier Darrieux : un inspecteur - Rudy Lenoir : un agent cycliste - Jean-Marie Robain : le maître de ballet - Rivers Cadet : un voisin du Vésinet - Lucien Desagneaux : un agent école - Dimitri Dineff : un agent escalier - Florian : le barbu - André Bugnard : l'assistant du décorateur - Jimmy Perrys : le patron du café - Charles Debert : le concierge du théâtre - Henri Lamy : le chauffeur de O'Brien - Luang Van Yen : le pédicure - Marcel Loche : un passant - Franck Maurice - Robert Blome - Guy-Henry - Jean Lauzier - Gisèle Grandpré |

## Récompenses et distinctions
- Festival de Berlin 1957 : sélectionné pour l'Ours d'or du Meilleur film

## Sortie vidéo
Le film sort en DVD dans la collection Gaumont Découverte DVD en octobre 2020.